# Thomas Martyn (Zoologe)
Thomas Martyn (* vor 1760 in Coventry; † 1816) war ein britischer Malakologe, Entomologe und Zeichner.

## Leben und Wirken
Über Thomas Martyn ist wenig bekannt. Er ist ab etwa 1760 nachgewiesen. Martyn hatte eine Privat- und Zeichenschule in London, in der er insbesondere das Zeichnen von Objekten der Natur lehrte. Nach den Angaben in seinen Büchern zu urteilen erhielt er Auszeichnungen von verschiedenen Königen. Seine Werke, die er teilweise Königen widmete (so den English Entomologist Karl IV. von Spanien), waren hervorragend ausgestattet und gedruckt.
1784 veröffentlichte Martyn ein Buch über Muscheln und Schnecken, für das er mit Schülern Zeichnungen anfertigte (von Jean-Charles Chenu ins Französische übersetzt). Es beruhte auf großen Sammlungen in London, insbesondere aus dem Pazifik. 1792 folgte ein entomologisches Buch mit Zeichnungen besonders von Käfern. Außerdem war er ein politischer Pamphletist.

## Schriften
- Hints of important Uses to be derived from Aerostatic Globes. With a Print of an Aerostatic Globe. 1784
- The Universal Conchologist, exhibiting the figure of every known Shell, accurately drawn and painted after Nature, with a new systematic arrangement. 4 Bände, London 1784, 2. Auflage 1789
- The English Entomologist, exhibiting all the Coleopterous Insects found in England, including upwards of five hundred different Species. 1792
- Aranei, or a Natural History of Spiders. 1793
- Psyche: Figures of non-descript Lepidopterous Insects. 1797
- A Dive into Buonaparte's Councils on his projected Invasion of old England. 1804